# Gertrud Klausner
Gertrud Klausner (geboren 13. Mai 1877 in Berlin; gestorben 16. Mai 1939 ebenda) war eine deutsche Politikerin.

## Familie
Gertrud Klausner entstammt einer jüdischen Gelehrtenfamilie, der auch Amos Oz angehört. Ihr Vater Max A. Klausner (1848–1910) war u. a. politischer Redakteur beim Berliner Börsen-Courier. Er initiierte die Einführung des obligatorischen jüdischen Religionsunterrichts in den staatlichen Schulen Preußens und war Mitbegründer der jüdischen Kulturzeitschrift Ost und West. Ihre ältere Schwester Irma Klausner (verheiratet Cronheim) war eine der ersten sechs Abiturientinnen am Luisengymnasium Berlin und zusammen mit ihrer Mitschülerin Else von der Leyen die erste Ärztin, die dank eines später „Lex Irma“ genannten Beschlusses des preußischen Ministerialdirektors Friedrich Althoff ihr Medizinstudium ausschließlich in Deutschland absolvieren konnte. Ihre jüngere Schwester Edith Klausner (verh. Speer) wurde 1929 erste Arbeitsrichterin Deutschlands.

## Leben
"Trude" Klausner war Studienrätin und unterrichtete u. a. am Berliner Kleist-Lyceum Deutsch, Englisch und Französisch. Sie wurde 1924 als Abgeordnete der Deutschen Demokratischen Partei in den Preußischen Landtag gewählt. Dort war sie diejenige in ihrer Fraktion, die am häufigsten – 34-mal – gegen die Mehrheit stimmte. 1928 gelang ihr die Wiederwahl nicht, sie wurde jedoch in den Hauptvorstand des Central-Vereins deutscher Staatsbürger jüdischen Glaubens gewählt, der größten nicht-zionistischen Organisation der deutschen Juden. 1933 wurde sie aufgrund des NS-Berufsbeamtengesetzes in den vorzeitigen Ruhestand versetzt, 1939 starb sie nach einem Schlaganfall. In der älteren Literatur heißt es oft noch, sie sei nach 1939 in Berlin "verschollen".